# Aleph-Équipe de France
Pour les articles homonymes, voir Aleph.
Aleph-Équipe de France (ou Aleph, anciennement Team French Spirit) est un défi français pour la Coupe de l'America et engagé sur le circuit RC44 sous le nom Aleph Racing.

## Historique
Cette équipe a été fondée en 2009 avec Philippe Ligot comme directeur général et Bertrand Pacé comme skipper. Ses premières régates furent les Louis-Vuitton Trophy de 2009, où elle portait encore le nom de Team French Spirit (elle était alors dirigée par Marc Pajot et le bateau était déjà barré par Bertrand Pacé). Depuis 2010, elle porte le nom d'Aleph, puis, grâce au soutien de la Fédération Française de Voile, elle a pris le nom d'Aleph-Équipe de France en vue de la Coupe de l'America 2013. L'AC45 d'Aleph a été barré par Bertrand Pacé à Cascaïs et à Plymouth puis par Pierre Pennec à San Diego.
En 2010, Aleph a rejoint le circuit des RC44.
En avril 2012, Aleph-Équipe de France a annoncé son retrait de la ACWS 2012 et de la 34e coupe de l'América, en raison de problèmes financiers et de manque de sponsors.
En mai 2021, sur le circuit 44 Cup (ex RC44) l'équipage récupère un équipier tombé en mer tout en restant dans la course.